# Finsbury Park (metrostation)
Finsbury Park is een openbaarvervoerknooppunt met een station van de National Rail aan de East Coast Main Line, de metro van Londen en twee busstations. De metrolijnen Piccadilly Line en Victoria Line komen hier samen. Het metrostation is geopend in 1904.

## Naam en ligging
Het station ligt bij de zuidpunt van Finsbury Park, een van de oudste victoriaanse parken van Londen, waar het station naar genoemd is. Het station is bovengronds onderdeel van National Rail, ondergronds van Transport for London. Rond het station zijn twee busstations, een bij de hoofdingang bij Station Place aan de oostkant, de ander aan de noordwestkant bij Wells Terrace. De kaartverkoop van National Rail ligt tussen de ingang met het Underground-logo en die met het National Rail-logo en biedt directe toegang tot de perrons van de spoorlijnen. Aan de westkant van de bruggen over Seven Sisters Road ligt nog een toegang tot het station.

## Geschiedenis

### Northern City Line
De Great Northern & City Railway (GN&CR) werd ontworpen als ondergrondse spoorlijn tussen Finsbury Park en Moorgate in de City of London als alternatief Londens eindpunt voor GNR-treinen. De tunnels werden gebouwd met een grote diameter om deze dienst mogelijk te maken, maar een geschil tussen de twee bedrijven verhinderde de GN&CR om zijn tunnels aan te sluiten op de GNR perrons. De GN&CR-tunnels werden in plaats daarvan onder het spoorwegstation doorgetrokken zonder verbinding met de bovengrondse sporen, zodat er sprake was een pendeldienst tussen Finsbury Park en Moorgate. De lijn werd geopend op 14 februari 1904 en op 1 september 1913 overgenomen door de Metropolitan Railway.

### Piccadilly Line
In 1897 werd met steun van de GNR een plan voor een metrolijn, de Great Northern and Strand Railway (GN&SR), tussen Alexandra Palace en Strand via Finsbury Park en King's Cross te bouwen. De GNR wilde hiermee de opstoppingen op haar spoorlijn verminderen. Voordat de bouw begon werd de GN&SR in 1901 overgenomen door een consortium onder leiding van de Amerikaanse investeerder Charles Yerkes. Samen met de aandelen in andere Londense metrobedrijven bracht Yerkes ze in juni 1902 onder in zijn Underground Electric Railway Company of London (UERL). UERL kreeg geen toestemming om de Brompton & Piccadilly Circus Railway (B&PCR) door te trekken naar Angel en het parlement stelde de voorwaarde om de GN&SR en B&PCR tussen Finsbury Park en Hammersmith als een lijn te bouwen. In november 1902 kreeg UERL toestemming voor de tunnel tussen Canbourn Street en Holborn zodat er een doorgaande lijn ontstond onder de naam Great Northern, Piccadilly and Brompton Railway (GNP&BR). In 1903 had de UERL £18 miljoen (€ 2 mrd prijspeil 2017) aangetrokken voor de bouw van haar lijnen, waaronder de GNP&BR die op 15 december 1906 werd geopend. Voor Finsbury Park betekende dit twee extra ondergrondse perrons parallel ten westen van die van de GN&CR. De beide ondergrondse lijnen hadden Finsbury Park als noordelijk eindpunt en kenden allebei een kruiswissel ten zuiden van de perrons zodat treinen konden keren.

### Elektrisch naar het noorden
Het vervoersknooppunt in Finsbury Park groeide uit tot een belangrijk overstappunt voor reizigers tussen het centrum van Londen en het noorden. Voor de reizigers naar de noordelijke buitenwijken was het een overstapknelpunt en er werden regelmatig oproepen gedaan om de situatie te verbeteren door een van de twee metrolijnen ten noorden van het station door te trekken. De GNR en vanaf 1921 haar rechtsopvolger LNER verzette zich tegen deze plannen omdat dit reizigers zou afsnoepen van hun voorstadsdiensten. De LNER werd in 1925 voor de keuze gesteld om haar eigen lijnen te elektrificeren, waar ze geen geld voor had, of de bezwaren tegen de Underground te laten varen. De verlenging van de GNP&BR zou lopen van Finsbury Park naar Enfield West, in november 1929 werd besloten om het noordelijke eindpunt bij Cockfosters te bouwen omdat daar meer ruimte was voor een depot. De bekostiging kwam rond in het kader van een investeringsplan voor openbare werken en de bouwvergunning werd op 4 juni 1930 door het parlement verleend. Het eerste deel, tot Arnos Grove, werd geopend op 19 september 1932, vanaf 31 juli 1933 reden de metro's door tot Cockfosters.

## London Transport
Op 1 juli 1933 werden het OV in Londen genationaliseerd in de London Passenger Transport Board, kortweg London Transport (LT). LT hernoemde de metrobedrijven met de eenvormige uitgang Line en zodoende werd de Metropolitan Railway, de eigenaar van de GN&CR, Metropolitan Line, de GN&CR zelf Northern City Line, de GNP&BR Piccadilly Line en de Hampstead Tube ging verder als Morden Edgware Line.

### New Works Programme
De metrolijnen waren nu in een hand en LT kwam in 1935 met het New Works Programme om het metronet te verbeteren en als een geheel aan te sturen. Onderdeel hiervan was het Northern Heights Project waarin de voorstadslijnen met stoomtreinen van LNER, de vroegere EH&LR met vertakkingen, naar de woonwijken in de Northern Heights onderdeel zouden worden van de metro. Deze lijnen zouden worden samengevoegd met de Northern City Line door de aanleg van nieuwe sporen die tussen Drayton Park en Finsbury Park bovengronds komen, zoals de GN&CR oorspronkelijk voor ogen had. De tunnels tussen Drayton Park en Finsbury Park zouden buiten gebruik worden gesteld en de diensten zouden tussen de drie eindpunten in het noorden en Moorgate kunnen doorrijden zonder overstap. Hiernaast zou ook de noordoosttak van de Morden Edgware Line worden doorgetrokken van Archway (toen nog Highgate genoemd) en East Finchley met ondergrondse perrons onder het toen bestaande bovengrondse station bij Highgate. De Morden Edgware Line werd in 1937 omgedoopt in Northern Line als verwijzing naar de Northern Heigths die door de verlengingen naar het noorden op de metro zouden worden aangesloten.
Begin 1939 kondigde London Transport aan dat de route van Drayton Park naar Alexandra Palace in de herfst van 1940 in gebruik zou worden genomen en die tak werd ondergebracht bij de Northern Line. Het uitbreken van de Tweede Wereldoorlog zette hier een streep door en ook andere plannen werden uitgesteld en soms geschrapt. De metrodienst bij Finsbury Park bleef ongewijzigd en de hellingen tussen Drayton Park en Finsbury Park verdwenen uit de plannen. De Northern City Line bleef als ondergrondse pendeldienst tussen Moorgate en Finsbury Park in bedrijf. In verband met afnemende aantal reizigers op het bovengrondse traject naar Alexandra Palace via Highgate werd het reizigersverkeer daar in 1954 gestaakt. Voor goederenvervoer naar Edgware en materieel uitwisseling met het depot bij Highgate bleef de lijn tot 1971 in bedrijf, waarna het materieel via King's Cross en de Widened Lines met het depot in Neasden werd uitgewisseld.

### Victoria Line
Na de Tweede Wereldoorlog werd de vervoersbehoefte in en om Londen in kaart gebracht en in het verslag uit 1946 werd onder andere tunnel 8 tussen het noordoosten en het zuiden van de stad voorgesteld. De werkgroep London Plan Working Party bracht in 1949 een verslag uit waarin werd voorgesteld om in plaats van tunnel 8 een metrolijn, route C, met het standaard kleinprofiel van de tubes te bouwen om de Northern Line en de Piccadilly Line te ontlasten. In 1955 waren de plannen voor de lijn uitgewerkt waarin zoveel mogelijk overstappunten met andere lijnen en British Rail werden opgenomen. Finsbury Park was hierbij een ideale situatie door de aanwezigheid van de vier ondergrondse perrons. De herschikking van de aansluitende tunnels zou een overstap tussen de twee lijnen in dezelfde richting mogelijk maken via de respectievelijke verdeelhallen tussen de sporen. Om plaats te maken voor de Victoria Line werd de Northern City Line op 3 oktober 1964 ingekort tot Drayton Park.

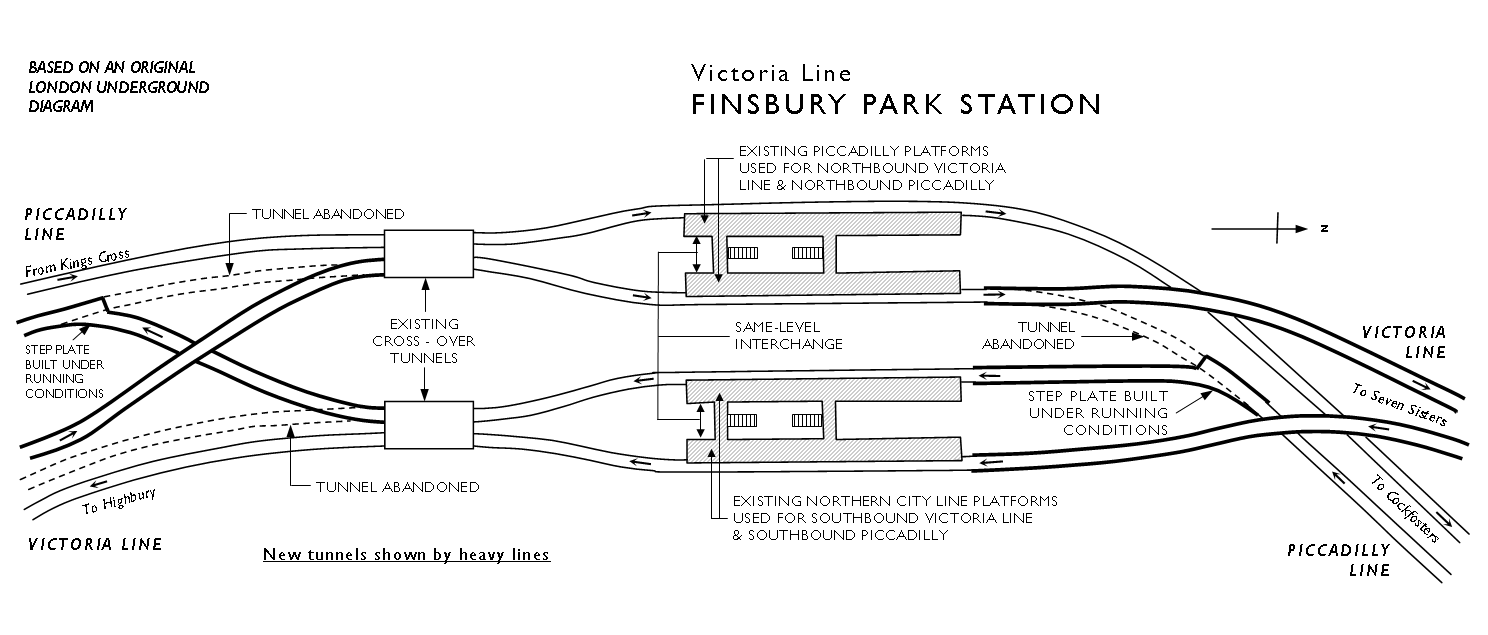
De herschikking van Finsbury Park

De perrons van de Northern City Line werden hergebruikt als perrons voor de metro's naar het zuiden op zowel de Piccadilly- als de Victoria-Line. De bijbehorende tunnels uit het noorden werden gekoppeld aan de vroegere doodlopende tunnels aan de noordkant van de perrons. Het vroegere perron voor de Piccadilly Line in zuidelijke richting werd hergebruikt voor de Victoria Line in noordelijke richting. Om het overstappen tussen de lijnen als pseudo overstap op hetzelfde perron mogelijk te maken werd er ten zuiden van de perrons een ongelijkvloerse kruising van de tunnels gebouwd zonder dat het verkeer op de Piccadilly Line werd gestaakt. Op de plaats van de vroegere kruiswissels zijn overloopwissels gelegd waarmee de Victoria Line met de rest van het metronet verbonden is.
Het eerste deel van de Victoria Line, waaronder Finsbury Park, werd op 1 september 1968 geopend tussen Highbury & Islington en Walthamstow Central. Net als de andere stations van de Victoria Line kreeg Finsbury Park een tegelmotief, in dit geval pistolen voor een duel, dat specifiek is voor het station. In dit geval is er sprake van een verwisseling Finsbury Park met Finsbury Fields, die sinds de middeleeuwen door Londenaren werd gebruikt voor boogschieten en ook wordt geassocieerd met 18e-eeuwse duels. Hetzelfde geldt voor de afbeelding van een van de eerste luchtballonvluchten langs de Piccadilly Line. Finsbury Fields lag dicht bij het huidige Finsbury Square ongeveer 5 km ten zuiden van het station. Tegelijkertijd werden de lange reizigerstunnels aan de noordkant en de stationshal aan Wells Terrace, naast het busstation, opgeknapt overeenkomstig de hogere eisen van de jaren 60.
In 1976 werden de hellingen tussen Drayton Park en Finsbury Park uit het Northern Heights alsnog gebouwd. Hierdoor was de Northern City Line verbonden met het nationale spoorwegnet en kwam er een einde aan het eilandbedrijf. Op 8 november 1976 werd de lijn overgedragen aan British Rail en begon dienst tussen Moorgate en bestemmingen in het noorden.

## Rolstoeltoegankelijk
Aan het eind van de jaren 10 van de 21e eeuw werd grootonderhoud uitgevoerd dat werd aangegrepen om verbeteringen door te voeren waaronder de rolstoeltoegankelijkheid.
De metroperrons kregen liften net als de perrons tussen de voorstadssporen 1 & 2 en 5 & 6 van het bovengrondse deel, zodat deze sinds januari 2019 bereikbaar zijn voor rolstoelgebruikers. Verder werd het station voorzien van toegangspoortjes.
In samenwerking met Telford Holmes, de projectontwikkelaar van het woon-winkelgebied aan de westkant van het station, werd vanaf juli 2016 gewerkt aan een nieuwe en grotere west ingang die in december 2019 werd geopend. De nieuwe hal strekt zich langs City North Place uit van het busstation aan Wells Terrace aan de noordkant tot Goodwin Street aan de zuidkant.

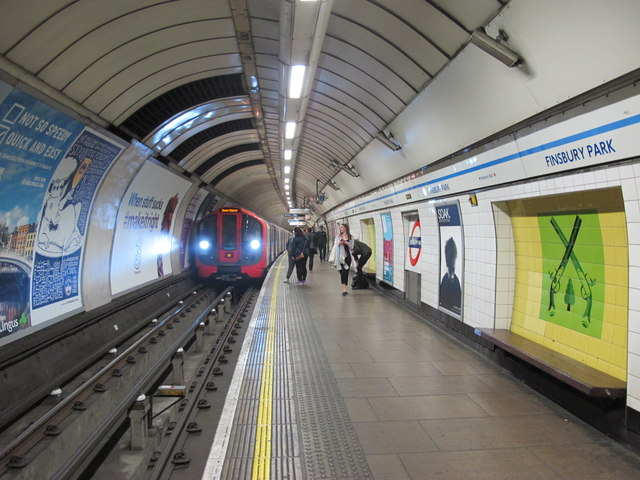
De Victoria Line met het tegelmotief met pistolen
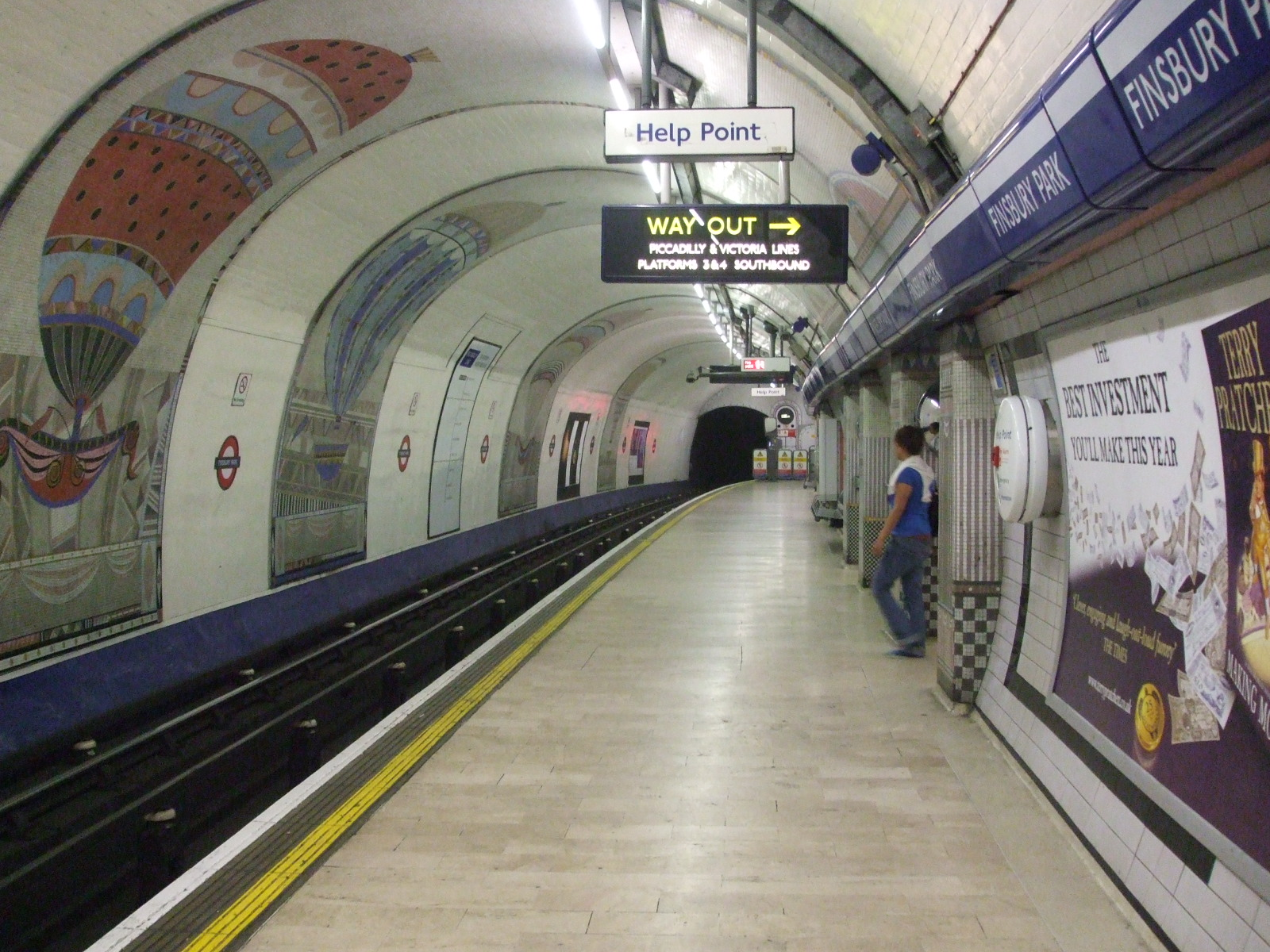
De Piccadilly Line naar het noorden met ballonvaart op de tunnelwand
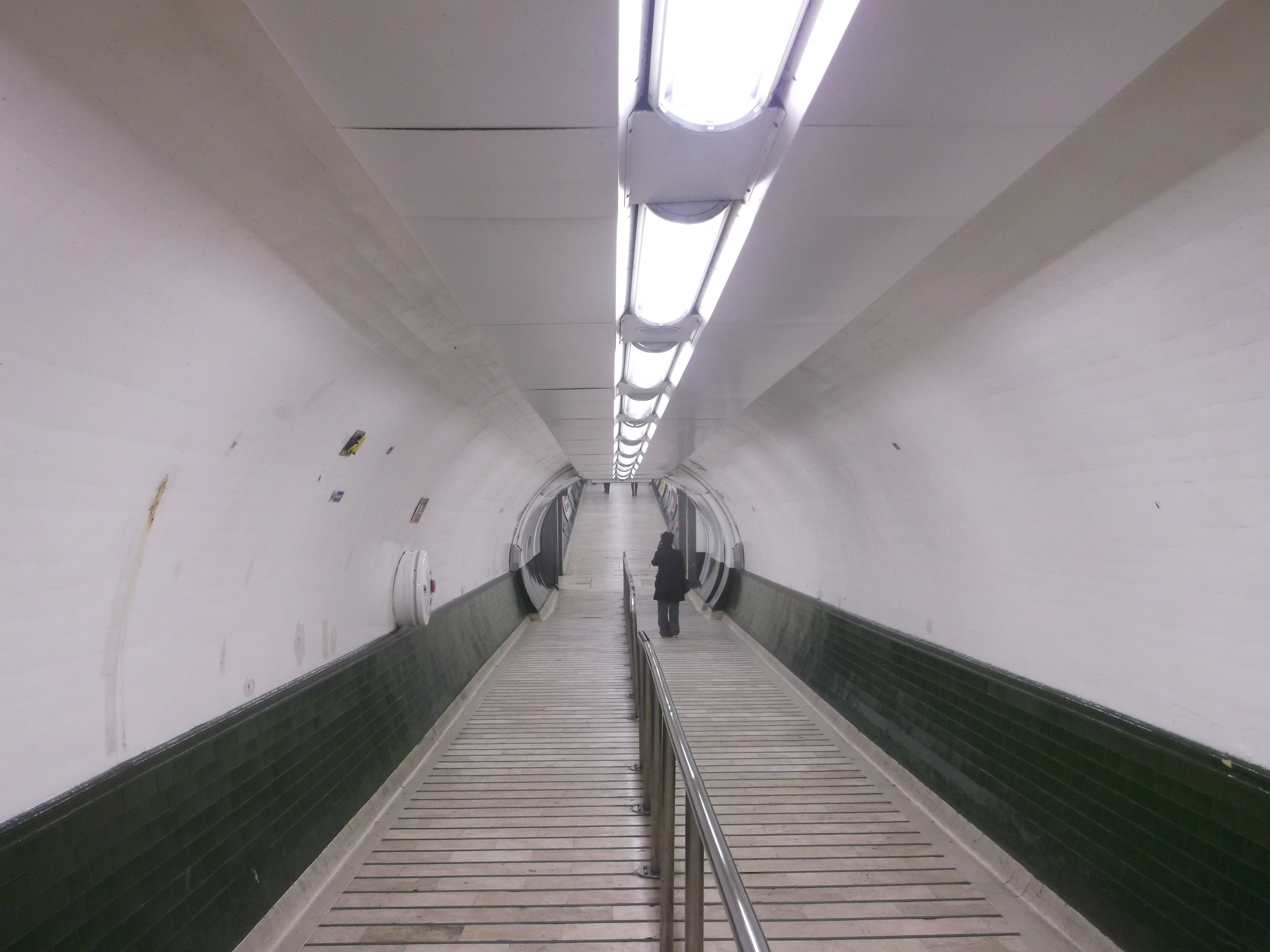
De reizigerstunnel tussen hal en perrons

## Incidenten
- Op 8 mei 1974 stierf muzikant Graham Bond nadat hij op het station werd overreden door een metro op de Piccadilly Line.
- Op 17 december 1992 werd Jonathan Zito in het station doodgestoken.

## Reizigersdiensten
Het station, dat in travelcardzone 2 ligt, is het op twee na drukste metrostation buiten Zone 1, met meer dan 33 miljoen passagiers die het station in 2019 gebruikten. De metro en het landelijke spoorwegnet hebben elk een eigen kaartverkoop in het station. De British Transport Police heeft een kantoor aan Wells Terrace. Het metrostation wordt bediend door de Piccadilly en Victoria Line. Hoewel het gebouwd is als een 'diep' metrostation, heeft Finsbury Park geen roltrappen, aangezien de perrons minder dan 6 m onder straatniveau liggen.
Toegang tot de perrons van de Piccadilly- en Victoria-lijn was voorheen alleen via een trap, bereikbaar via twee smalle doorgangen die de installatie van toegangspoortjes verhinderden. In het kader van de verbouwing in 2016 – 2019 werden toegangspoortjes bij zowel de west- als de oostingang van het station geplaatst en werd door middel van liften het hele station rolstoeltoegankelijk.
Walthamstow Central ·
Blackhorse Road ·
Tottenham Hale ·
Seven Sisters ·
Finsbury Park ·
Highbury & Islington ·
King's Cross St. Pancras ·
Euston ·
Warren Street ·
Oxford Circus ·
Green Park ·
Victoria ·
Pimlico ·
Vauxhall ·
Stockwell ·
Brixton